# Gustav Bay

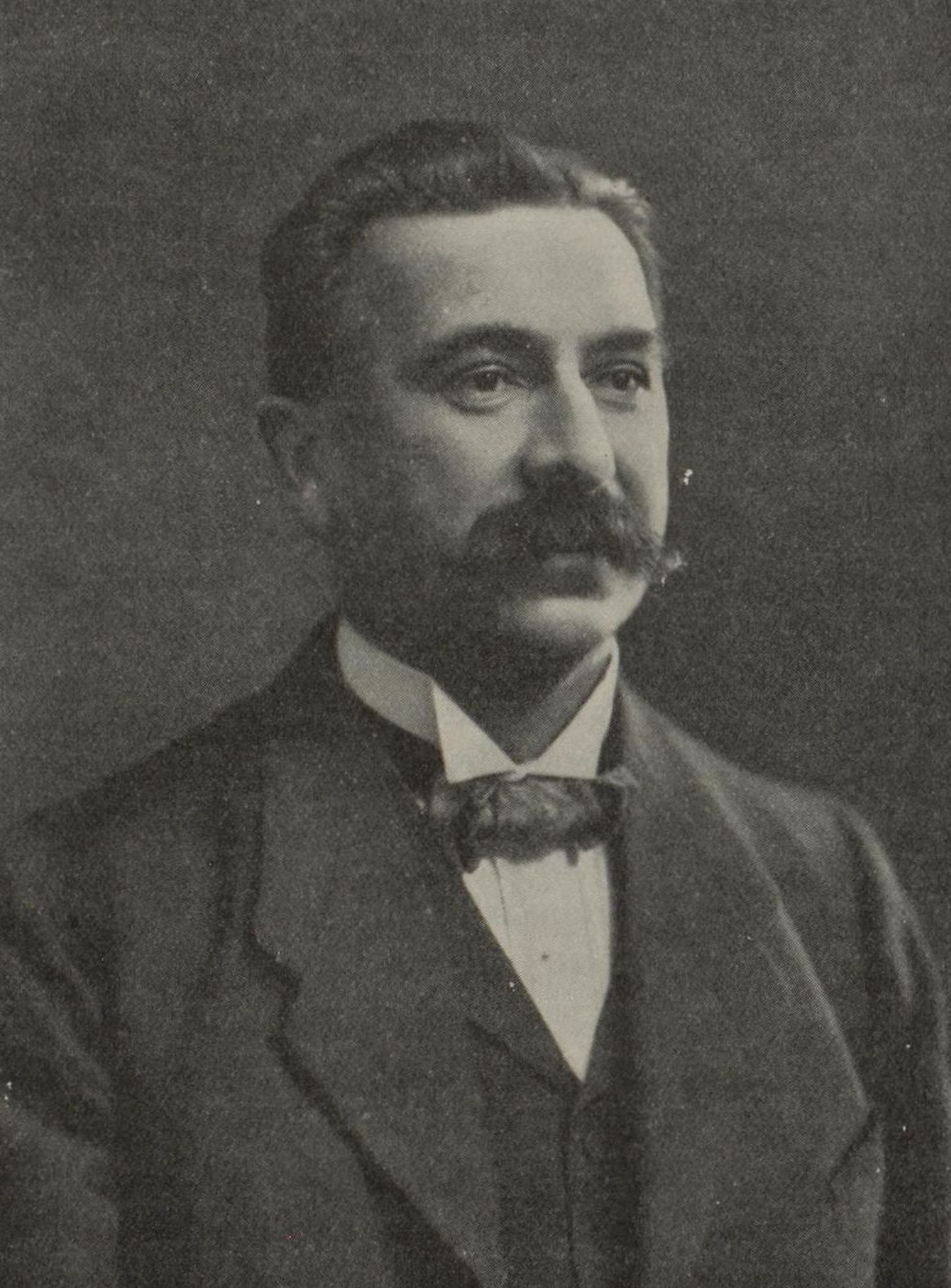
Gustav Bay

Johann Gustav Adolf Bay (* 30. Januar 1866 in Basel; † 25. Mai 1931 in Liestal) war ein Schweizer Politiker.

## Leben
Bay schloss in Basel, Berlin, Greifswald und Heidelberg ein Theologiestudium ab. Von 1891 bis 1897 war er Pfarrer in Diegten-Eptingen. Als freisinniger Regierungsrat war er von 1897 bis 1931 tätig. Er war für das Amt Erziehung und Kirchen verantwortlich. Für das Schulgesetz von 1911 und die Schaffung einer Schülerunfall- und Schulhaushaftpflichtversicherung im Jahr 1924 war er verantwortlich.
Bay war Mitbegründer der Naturforschenden Gesellschaft Baselland im Jahr 1886, er gilt als Förderer der Kantonsbibliothek Baselland und war mitverantwortlich für das Entstehen der Geschichte der Landschaft Basel und des Kantons Basellandschaft von 1932.
In Münchenstein ist die Gustav-Bay-Strasse nach ihm benannt.